# 哀牢县
哀牢县，中国古县名。
东汉永平十二年（69年），以哀牢国地置，治所在今云南省盈江县东（或谓在今保山市东）。属永昌郡。东晋成帝时废。 